# Кнез (певец)
Knez е артистичният псевдоним на Ненад Кнежевич (на сръбски: Nenad Knežević) – черногорски изпълнител, представител на страната си на Евровизия 2015.

## Биография
Изпълнителят започва соловата си кариера през 1992, когато записва и първия си албум „Kao magija“. През 1994 издава втория си албум „Iz dana u dan“, а две години по-късно издава третия „Automatic“, който е най-продаваният му албум. Впоследствие издава още 2 албума.
Непосредствено с музикалната си кариера Knez работи и като композитор за други балкански изпълнители. Най-популярните му проекти са със сръбската певица Цеца, сред които „Mrtvo more“ и „Usnula lepotice“.
На 31 октомври 2014 г. националната телевизия на Черна гора RTCG обявява, че Knez ще представя балканската държава на „Евровизия 2015“ във Виена.